# 月眉村 (花蓮縣)
23°52′16″N 121°33′43″E / 23.871°N 121.562°E
月眉村位於台灣花蓮縣壽豐鄉，佔地29.1473平方公里，人口約909人。該村東有花蓮海岸山脈倚屏，西隔花蓮溪與花蓮國立東華大學相望，因風景秀麗，故有壽豐陽明山之稱。而月眉之名，來自該村遠望像極彎月或人之眉毛。除此名稱外，月眉村於清朝時期，稱象鼻嘴，另外，村落上半部區域則被阿美族居民稱為「阿巴落」，語意為「麵包樹」。
位於阿美族聚地最北端的月眉村，首見最大交通建設是於1974年8月所建的產業道路（縣道193號）；1984年10月30日則再建造跨越花蓮溪的米棧大橋（花39線），同年則因應新橋落成竣工，再開闢一條貫通整村的15公里產業道路（花38-1線），此可直抵同鄉水璉村的產業道路取代了原本翻越月眉山的月眉古道；2000年9月再開通月眉大橋，方便銜接台11丙線。
月眉村與水璉村居民為薄薄社後代，多以農耕維生，其產物則為水稻與甘蔗為其主要作物。這裡最有名的特產是「小火蔥」。小火蔥屬於「薤」品種的細葉種，和較常見的作物「蕗蕎」外型相近，這類作物含豐富膳食纖維，辛辣成分更有防菌、消毒等作用，難怪被阿美族人視為禦寒聖品，還被當作避邪之物。月眉村隔壁的米棧村有種植文旦，為花蓮縣文旦的重要產區之一。

## 景點
- 月眉山步道[6][7]
- 發發發財神廟[8]

## 交通

### 道路
- 縣道193號
- 花38-1線
- 花39線

### 大眾運輸
- 花蓮客運1128